# Paint the Sky with Stars
Paint the Sky with Stars: The Best of Enya (hay Paint the Sky with Stars) là album tuyển tập đầu tiên của ca sĩ kiêm sáng tác nhạc người Ireland Enya, phát hành ngày 3 tháng 11 năm 1997 bởi Warner Music Group và Reprise Records. Sau khi kết thúc quá trình quảng bá cho đĩa nhạc trước The Memory of Trees (1995), Enya bắt đầu lựa chọn những bài hát cho album vào đầu năm 1997, vì hợp đồng thu âm của nữ ca sĩ cho phép cô chủ động thực hiện điều đó mà không phải chịu sự can thiệp từ hãng đĩa. Đây là tập hợp những bản nhạc nằm trong bốn album phòng thu đầu tiên của cô Enya (1987), Watermark (1988), Shepherd Moons (1991) và  The Memory of Trees (1995), nhằm kỷ niệm thập kỷ đầu cô hoạt động trong ngành công nghiệp âm nhạc dưới cương vị nghệ sĩ hát đơn.
Album cũng bao gồm hai bản nhạc mới "Paint the Sky with Stars" và "Only If...", được Enya sáng tác với những cộng sự lâu năm của cô như nhà sản xuất Nicky Ryan và vợ ông, nhà viết lời Roma Ryan. Sau khi phát hành, Paint the Sky with Stars nhận được những phản ứng tích cực từ các nhà phê bình âm nhạc, trong đó họ ghi nhận hành trình hoạt động nghệ thuật của nữ ca sĩ sau mười năm và đánh giá cao khâu sắp xếp thứ tự của album. Đĩa nhạc cũng gặt hái những thành công đáng kể về mặt thương mại khi đứng đầu các bảng xếp hạng tại Ý và Thụy Điển, đồng thời lọt vào top 10 ở nhiều quốc gia khác, bao gồm vươn đến top 5 ở những thị trường nổi bật như Áo, Đức, Ireland, Nhật Bản, Na Uy và Vương quốc Anh.
Paint the Sky with Stars đạt vị trí thứ 30 trên bảng xếp hạng Billboard 200, trở thành đĩa nhạc thứ tư liên tiếp của Enya vươn đến top 40 tại Hoa Kỳ. Ngoài ra, album còn thống trị bảng xếp hạng Billboard New Age Albums trong 43 tuần, và được chứng nhận bốn đĩa Bạch kim bởi Hiệp hội Công nghiệp Ghi âm Hoa Kỳ (RIAA). "Only If..." được chọn làm đĩa đơn duy nhất trích từ album nhưng chỉ gặt hái một số thành công ít ỏi. Để quảng bá cho Paint the Sky with Stars, nữ ca sĩ xuất hiện và trình diễn trên một số chương trình truyền hình và lễ trao giải lớn, bao gồm The Rosie O'Donnell Show, Late Show with David Letterman và Royal Variety Performance. Tính đến nay, đĩa nhạc đã bán được hơn 12 triệu bản trên toàn cầu, trở thành một trong những album của nghệ sĩ nữ bán chạy nhất lịch sử.

## Danh sách bài hát
Tất cả những bài hát do Enya sáng tác ("Marble Halls"), trong khi phần lời được chắp bút bởi Roma Ryan. Tất cả những bài hát do Nicky Ryan sản xuất.
| Paint the Sky with Stars: The Best of Enya – Phiên bản tiêu chuẩn | Paint the Sky with Stars: The Best of Enya – Phiên bản tiêu chuẩn | Paint the Sky with Stars: The Best of Enya – Phiên bản tiêu chuẩn | Paint the Sky with Stars: The Best of Enya – Phiên bản tiêu chuẩn |
| STT                                                               | Nhan đề                                                           | Album                                                             | Thời lượng                                                        |
| ----------------------------------------------------------------- | ----------------------------------------------------------------- | ----------------------------------------------------------------- | ----------------------------------------------------------------- |
| 1.                                                                | "Orinoco Flow"                                                    | Watermark                                                         | 4:26                                                              |
| 2.                                                                | "Caribbean Blue"                                                  | Shepherd Moons                                                    | 3:58                                                              |
| 3.                                                                | "Book of Days"                                                    | Shepherd Moons                                                    | 2:56                                                              |
| 4.                                                                | "Anywhere Is"                                                     | The Memory of Trees                                               | 3:46                                                              |
| 5.                                                                | "Only If..."                                                      | chưa từng phát hành                                               | 3:19                                                              |
| 6.                                                                | "The Celts"                                                       | Enya                                                              | 2:57                                                              |
| 7.                                                                | "China Roses"                                                     | The Memory of Trees                                               | 4:40                                                              |
| 8.                                                                | "Shepherd Moons"                                                  | Shepherd Moons                                                    | 3:40                                                              |
| 9.                                                                | "Ebudæ"                                                           | Shepherd Moons                                                    | 1:52                                                              |
| 10.                                                               | "Storms in Africa"                                                | Watermark                                                         | 4:11                                                              |
| 11.                                                               | "Watermark"                                                       | Watermark                                                         | 2:26                                                              |
| 12.                                                               | "Paint the Sky with Stars"                                        | chưa từng phát hành                                               | 4:15                                                              |
| 13.                                                               | "Marble Halls"                                                    | Shepherd Moons                                                    | 3:55                                                              |
| 14.                                                               | "On My Way Home" (bản đĩa đơn)                                    | The Memory of Trees                                               | 3:38                                                              |
| 15.                                                               | "The Memory of Trees"                                             | The Memory of Trees                                               | 4:19                                                              |
| 16.                                                               | "Boadicea"                                                        | Enya                                                              | 3:28                                                              |
| Tổng thời lượng:                                                  | Tổng thời lượng:                                                  | Tổng thời lượng:                                                  | 57:46                                                             |

| Paint the Sky with Stars: The Best of Enya – Phiên bản tại Nhật Bản (bản nhạc bổ sung) | Paint the Sky with Stars: The Best of Enya – Phiên bản tại Nhật Bản (bản nhạc bổ sung) | Paint the Sky with Stars: The Best of Enya – Phiên bản tại Nhật Bản (bản nhạc bổ sung)    | Paint the Sky with Stars: The Best of Enya – Phiên bản tại Nhật Bản (bản nhạc bổ sung) |
| STT                                                                                    | Nhan đề                                                                                | Album                                                                                     | Thời lượng                                                                             |
| -------------------------------------------------------------------------------------- | -------------------------------------------------------------------------------------- | ----------------------------------------------------------------------------------------- | -------------------------------------------------------------------------------------- |
| 17.                                                                                    | "Oíche Chiún (Silent Night)"                                                           | Mặt B của "Evening Falls...", "How Can I Keep from Singing?", "The Celts" và "Only If..." | 3:48                                                                                   |
| Tổng thời lượng:                                                                       | Tổng thời lượng:                                                                       | Tổng thời lượng:                                                                          | 61:34                                                                                  |

## Xếp hạng
| Bảng xếp hạng (1997–1998)                | Vị trí cao nhất |
| ---------------------------------------- | --------------- |
| Album Úc (ARIA)                          | 10              |
| Album Áo (Ö3 Austria)                    | 3               |
| Album Bỉ (Ultratop Vlaanderen)           | 9               |
| Album Bỉ (Ultratop Wallonie)             | 13              |
| Album Canada (RPM)                       | 33              |
| Album Cộng hòa Séc (ČNS IFPI)            | 7               |
| Album Đan Mạch (Hitlisten)               | 8               |
| Album Hà Lan (Album Top 100)             | 10              |
| Album Châu Âu (Music & Media)            | 3               |
| Album Phần Lan (Suomen virallinen lista) | 12              |
| Album Đức (Offizielle Top 100)           | 5               |
| Album Hy Lạp (IFPI)                      | 6               |
| Album Hungaria (MAHASZ)                  | 12              |
| Album Ireland (IRMA)                     | 3               |
| Album Ý (FIMI)                           | 1               |
| Album Nhật Bản (Oricon)                  | 4               |
| Album New Zealand (RMNZ)                 | 6               |
| Album Na Uy (VG-lista)                   | 2               |
| Album Bồ Đào Nha (AFP)                   | 14              |
| Album Tây Ban Nha (PROMUSICAE)           | 2               |
| Album Thụy Điển (Sverigetopplistan)      | 1               |
| Album Thụy Sĩ (Schweizer Hitparade)      | 7               |
| Album Anh Quốc (OCC)                     | 4               |
| Album Hoa Kỳ Billboard 200               | 30              |
| Hoa Kỳ New Age Albums (Billboard)        | 1               |

| Bảng xếp hạng (1997)                | Vị trí |
| ----------------------------------- | ------ |
| Album Úc (ARIA)                     | 41     |
| Album Bỉ (Ultratop Flanders)        | 33     |
| Album Bỉ (Ultratop Wallonia)        | 47     |
| Album Châu Âu (Music & Media)       | 56     |
| Album Đức (Offizielle Top 100)      | 88     |
| Album Thụy Điển (Sverigetopplistan) | 3      |
| Album Anh Quốc (OCC)                | 19     |
| Hoa Kỳ New Age Albums (Billboard)   | 24     |
| Bảng xếp hạng (1998)                | Vị trí |
| Album Úc (ARIA)                     | 67     |
| Album Canada (SoundScan)            | 150    |
| Album Áo (Ö3 Austria)               | 50     |
| Album Bỉ (Ultratop Flanders)        | 46     |
| Album Bỉ (Ultratop Wallonia)        | 83     |
| Album Hà Lan (Album Top 100)        | 57     |
| Album Châu Âu (Music & Media)       | 24     |
| Album Đức (Offizielle Top 100)      | 65     |
| Album Nhật Bản (Oricon)             | 44     |
| Album Thụy Điển (Sverigetopplistan) | 47     |
| Album Anh Quốc (OCC)                | 90     |
| US Billboard 200                    | 83     |
| US Billboard New Age Albums Chart   | 2      |
| Bảng xếp hạng (1999)                | Vị trí |
| Hoa Kỳ New Age Albums (Billboard)   | 3      |

## Chứng nhận
| Quốc gia                                                                           | Chứng nhận  | Số đơn vị/doanh số chứng nhận |
| ---------------------------------------------------------------------------------- | ----------- | ----------------------------- |
| Argentina (CAPIF)                                                                  | 2× Bạch kim | 120.000^                      |
| Úc (ARIA)                                                                          | 3× Bạch kim | 210.000^                      |
| Áo (IFPI Áo)                                                                       | Bạch kim    | 50.000*                       |
| Bỉ (BEA)                                                                           | 2× Bạch kim | 100.000*                      |
| Brasil (Pro-Música Brasil)                                                         | 2× Bạch kim | 500.000*                      |
| Phần Lan (Musiikkituottajat)                                                       | Vàng        | 23,900                        |
| Đức (BVMI)                                                                         | Bạch kim    | 500.000^                      |
| Hồng Kông (IFPI Hồng Kông)                                                         | Bạch kim    | 20.000*                       |
| Ý (FIMI)                                                                           | —           | 410,000                       |
| Nhật Bản (RIAJ)                                                                    | Triệu       | 1,078,000                     |
| Hà Lan (NVPI)                                                                      | Vàng        | 50.000^                       |
| New Zealand (RMNZ)                                                                 | Bạch kim    | 15.000^                       |
| Na Uy (IFPI)                                                                       | Bạch kim    | 50.000*                       |
| Tây Ban Nha (PROMUSICAE)                                                           | 2× Bạch kim | 200.000^                      |
| Thụy Điển (GLF)                                                                    | 2× Bạch kim | 160.000^                      |
| Thụy Sĩ (IFPI)                                                                     | Bạch kim    | 50.000^                       |
| Anh Quốc (BPI)                                                                     | 2× Bạch kim | 600.000^                      |
| Hoa Kỳ (RIAA)                                                                      | 4× Bạch kim | 4.000.000^                    |
| Tổng hợp                                                                           |             |                               |
| Châu Âu (IFPI)                                                                     | 3× Bạch kim | 3.000.000*                    |
| Toàn cầu                                                                           | —           | 12,000,000                    |
| * Chứng nhận dựa theo doanh số tiêu thụ. ^ Chứng nhận dựa theo doanh số nhập hàng. |             |                               |

## Lịch sử phát hành
| Khu vực | Ngày              | Định dạng   | Hãng đĩa        |
| ------- | ----------------- | ----------- | --------------- |
| Châu Âu | 3 tháng 11, 1997  | CD cassette | WEA Records     |
| Hoa Kỳ  | 11 tháng 11, 1997 | CD cassette | Reprise Records |